# 基普靈 (北卡羅萊納州)
基普靈（英語：Kipling）是位於美國北卡羅萊納州哈尼特縣的非建制地區。

## 歷史
基普靈的郵局自1905年營運至今。

## 地理
基普靈所處的海拔為高於海平面93米（即305英呎），而該地所採用的時區為UTC-5，即北美东部时区（EST）。同時該地設有夏令時間，為UTC-5調快一小時，即UTC-4（EDT）。